# Collision aérienne de Fort Campbell
La collision aérienne de Fort Campbell survient le 29 mars 2023 lorsque deux hélicoptères Sikorsky HH-60 Pave Hawk entrent en collision au-dessus de Fort Campbell (en) dans le comté de Trigg, au Kentucky,, aux États-Unis. Les neuf militaires à bord sont tués. Les hélicoptères étaient exploités par la 101e division aéroportée.

## Accident
L'accident se produit vers 22 h 0, heure de l'Est. Les hélicoptères se seraient percutés lors d'une « mission d'entraînement de routine ».